# EuropaCorp
Pour les articles homonymes, voir Europa.
EuropaCorp, anciennement appelée Leeloo Productions de 1992 à 2000, est une société de production de cinéma française fondée par Luc Besson et Pierre-Ange Le Pogam, qui réunit les activités de production, distribution salle, vidéo, VàD, la vente de droits TV pour la France, la vente des droits internationaux, mais aussi partenariats et licences, production et édition de musique, édition de livres, et production de films publicitaires.
Le siège social d'EuropaCorp se situe à Saint-Denis dans la Cité du cinéma. Depuis juillet 2007, EuropaCorp est coté en bourse sur Euronext Paris. En difficulté financière, EuropaCorp est sauvée de la faillite par la société américaine Vine Alternative Investments qui rachète la société de production en février 2020.

## Histoire

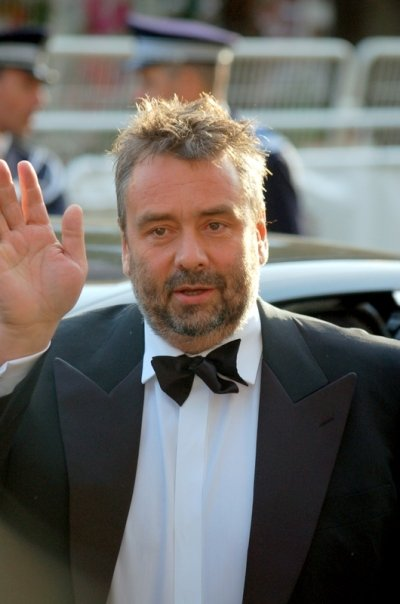
Luc Besson, cofondateur d'EuropaCorp.

En 1985, Luc Besson et Pierre-Ange Le Pogam ont travaillé pour la première fois ensemble sur le film Subway, réalisé par Luc Besson. Pierre-Ange le Pogam était alors directeur de la distribution pour Gaumont.
Leur collaboration a continué jusqu'en 1999, avec de gros succès en salles en France pour chacun des films réalisés par Luc Besson (Le Grand Bleu, Nikita, Léon, Le Cinquième Élément, Jeanne d'Arc). De son côté, Pierre-Ange Le Pogam développait le département ventes internationales de Gaumont en proposant de nouvelles méthodes promotionnelles, qu’il mit en application pour la première fois sur le film Le Cinquième Élément, quatrième plus grand succès international français à ce jour derrière Lucy, Intouchables et Taken 2[réf. souhaitée].
Pierre-Ange Le Pogam est nommé directeur adjoint chez Gaumont en 1997. Le 27 novembre 2000, les deux s’associent et créent EuropaCorp.
La société aurait dû, au départ, regrouper les sociétés de production ARP Sélection et Leeloo Productions, mais elle ne sera que la continuation de la seconde,, créée par Luc Besson en 1992,.
En 2000, Leeloo Productions change de nom pour EuropaCorp,.
En juillet 2007, EuropaCorp est introduit en Bourse sur le marché Eurolist d’Euronext avec un prix de 15,50 euros par action.
Le CSA retient en mai 2008 la candidature d'EuropaCorp TV à la suite d'un appel d'offres concernant l'attribution d'un canal pour la télévision mobile personnelle (TMP).
En 2011, des pertes de 30 millions d’euros sont enregistrées en partie à cause des résultats médiocres à l’international de la série de films Arthur et les Minimoys.
En mars 2012, les résultats de l'exercice sont négatifs ce qui était déjà le cas des deux années précédentes. L'action d’Europacorp descend sous la barre des 1,50 € en mai 2012, ce qui représente une baisse de 90 % par rapport à son prix d'introduction.
Sur l’exercice 2011-2012, le résultat opérationnel s’élève à + 6,8 millions d’euros contre une perte de 47,4 millions d’euros lors de l’exercice précédent. Le bénéfice net s’élève à 0,1 million d’euros.
En conséquence, il est décidé l'arrêt des films d'animation, de la production de films publicitaires, de l'édition littéraire et de la filiale japonaise. De plus, au début de l'année 2013, le groupe Habert Dassault Finances et la BPCE entrent au capital, réduisant la part de Luc Besson. Le publicitaire Christophe Lambert décide également de ne plus lancer un film s'il n'est pas pré-vendu à 80 % (à l'international ou aux chaînes de télévision), de développer une activité de séries télévisées dont les recettes sont plus récurrentes et sécurisées (grâce à EuropaCorp Télévision), et enfin de maîtriser toute la chaîne d'un film, de la page blanche à la salle de cinéma.
En février 2014, la société chinoise basée à Shanghai Fundamental Films accepte de distribuer quinze films d’EuropaCorp sur le territoire chinois, en échange d'une coproduction assurée sur trois d’entre eux.
En mars 2014, Europacorp et le studio hollywoodien Relativity Media (coproducteur des films à succès comme The Social Network ou Fast and Furious 6) décident de créer une entreprise commune qui permettra la distribution de films sur le marché américain. Cette décision fait suite à la bonne entente entre les deux entreprises sur leurs deux coproductions (Malavita et 3 Days to Kill). La nouvelle société sera conjointement supervisée par Tucker Tooley (président de Relativity) et Christophe Lambert (directeur général d'EuropaCorp).
Le 16 mai 2014, Luc Besson annonce à Cannes une levée de fonds de 450 millions de dollars sur cinq ans auprès de JPMorgan Chase, SunTrust Banks et OneWest Bank afin de développer des productions internationales.
Le 30 septembre 2016, EuropaCorp annonce être entré en discussion exclusive avec les cinémas Gaumont Pathé pour la vente de son activité d'exploitation cinématographique qui comprend le multiplexe d'Aéroville à Tremblay-en-France et le projet de multiplexe de La Joliette à Marseille. L'accord est finalisé le 16 décembre 2016 pour un montant de 21 millions d'euros. EuropaCorp se recentre donc sur ses activités cœur de métier que sont la production et la distribution de films et de séries dans le monde.
En mai 2019, le tribunal de commerce de Bobigny place EuropaCorp en procédure de sauvegarde, compte-tenu de sa situation financière, après l'échec commercial du film Valérian et la Cité des mille planètes,.
Le 29 mai 2019, la direction d'EuropaCorp révèle que ses créanciers sont en discussion avec le groupe Pathé pour une éventuelle reprise,. Cependant, les créanciers d'EuropaCorp refusent l'offre de l'entreprise de Jérôme Seydoux.
Le 29 février 2020, il est officiellement annoncé le rachat d’EuropaCorp par la société américaine Vine Alternative Investments. Luc Besson abandonne la gestion d’EuropaCorp, mais reste en tant que directeur artistique pour une durée de 5 ans. En août 2020, c'est Axel Duroux qui est nommé directeur général de la société par le conseil d'administration,.

## Actionnariat
| Nom                          | Actions    | %       |
| ---------------------------- | ---------- | ------- |
| Vine Alternative Investments | 73 444 492 | 59,9 %  |
| Luc Besson                   | 15 600 226 | 12,7 %  |
| Fundamental Films            | 11 428 572 | 9,32 %  |
| Falcon Investment            | 7 680 230  | 6,26 %  |
| BPCE                         | 659 202    | 0,54 %  |
| Habert Dassault Finance      | 398 309    | 0,32 %  |
| Estate of Christophe Lambert | 271 128    | 0,22 %  |
| EuropaCorp                   | 83 718     | 0,068 % |
| Inversis Gestión             | 23 726     | 0,019 % |

## Organisation

### Structure
EuropaCorp est une société à conseil d’administration présidée par Luc Besson.
Jean-Julien Baronnet en est le directeur général de novembre 2008 à juillet 2010, avant d'être remplacé par le publicitaire Christophe Lambert, lui-même remplacé par Marc Shmuger en 2016. Le 19 juillet 2010, Emmanuelle Mignon, conseillère auprès du président de la République Nicolas Sarkozy, devient secrétaire générale du groupe jusqu'en 2012.
Au 31 mars 2018, la société est détenue à 31,57 % par Luc Besson via sa holding Front Line et 0,01 % par lui directement, à 7,15 % par les héritiers de Christophe Lambert via Lambert Capital BV, à 5,76 % par le groupe Habert Dassault Finances, à 2,49 % par Equitis Gestion et à 1,61 % par BPCE.

### Filiales

#### Filiales d'EuropaCorp
- EuropaCorp Home Entertainment (ex-EuropaCorp Diffusion), est chargée de l’édition sur support vidéo en France.
- EuropaCorp Distribution, exerce une activité de distribution de films auprès des salles en France.
- EuropaCorp Music Publishing, est chargée de l’édition et l'exploitation d’œuvres musicales.
- Intervista, est chargée de l’édition de livres (notamment liés à l’univers du cinéma).
- Dog Productions, est chargée de la production de films publicitaires.
- EuropaCorp TV, créé le 14 janvier 2008, chargée de gérer l'activité potentielle de télévision sur mobile.
- Ydéo, prend en charge pour la France l’élaboration des plans marketing du groupe concernant les sorties en salles et en vidéo.
- Blue Advertainment, chargée de la communication de la marque.
- EuropaCorp Films USA, chargée du développement de projets de longs métrages aux États-Unis.
- EuropaCorp Télévision (ex-Cipango), société de production de fictions télévisuelles.
- Valerian Holding, chargée de la production et de la distribution du film Valérian et la Cité des mille planètes.
- Roissy Films, société de distribution de films et production, acquise pour 22 millions d'euros[29]. Le catalogue de la société est revendu en 2019 à Gaumont[30]
- Sofica EuropaCorp, société pour le financement du cinéma et de l’audiovisuel, détenue à 99,50 % par EuropaCorp.
- Orchestra.
- EuropaCorp Aéroville.

#### EuropaCorp, actionnaire minoritaire
- Pass Pass la Cam' Productions, société de production cinématographique, détenue à 40 % par EuropaCorp.

#### Abandons
- Septième Choc, avait pour activité principale l’édition de bandes dessinées (liquidée en juin 2012)[31].
- EuropaGlénat, avait pour activité essentielle la vente de droits d’exploitation cinématographique issue de l’univers de la bande-dessinée (déconsolidée en juin 2011)[32].
- EuropaCorp Japan, avait pour activité principale la distribution de films au Japon[33].
- SCI Les Studios de Paris, société qui détient des studios de la Cité du cinéma, détenue à 40 % par EuropaCorp jusqu'en 2022, date à laquelle Tarak Ben Ammar en devient l'unique actionnaire[34].

### Direction
direction actuelle
- Luc Besson, président du conseil d'administration (janvier 1992) et directeur artistique (depuis 2020)
- Jean-Marc Lacarrere, directeur général (depuis mars 2024)
- Vincent Teyssot, secrétaire général
- Romuald Drault, directeur des productions

anciens membres
- Pierre-Ange Le Pogam, directeur du développement. (septembre 2000 - janvier 2011)
- Raphaël Durand, directeur financier (février 2003 - avril 2011)
- Emmanuelle Mignon, secrétaire générale (juillet 2010 - janvier 2012)

### Conseil d'administration
Au 1er janvier 2022
- Luc Besson, président du conseil d'administration
- Deborah Carlson
- James Moore (représentant Vine Investments)
- Alexandra Voss
- Jacques-Henri Eyraud

### International
EuropaCorp a notamment produit les films français à succès au box-office mondial : Lucy (463 millions $), Taken 2 (376 millions $), Taken 3 (326 millions $), Taken (227 millions $), Valérian et la Cité des mille planètes (226 millions $), Le Transporteur 3 (109 millions $), Arthur et les Minimoys (108 millions $) ou Hitman (100 millions $).
Trois productions EuropaCorp ont déjà été à la tête du box-office américain : Le Transporteur 2 à l'été 2005, Taken début 2009 et Taken 2 pendant deux semaines en octobre 2012.
Plusieurs talents internationalement reconnus sont apparus au casting de productions EuropaCorp : Jet Li, Morgan Freeman, Penélope Cruz, Salma Hayek, Tommy Lee Jones, John Malkovich, Jason Statham, David Duchovny, Brittany Murphy, Liam Neeson, Madonna, Robert De Niro, Lou Reed, Jim Carrey, Ewan McGregor…

### Cité du Cinéma
Le 21 septembre 2012, EuropaCorp a rejoint la Cité du cinéma, située à Saint-Denis (Seine-Saint-Denis). Elle abrite neuf plateaux de tournage de 600 à 2 200 m2, et plus de 51 000 m2 de bureaux, ateliers, locaux de formation. Le studio est locataire des bureaux de l’ensemble tertiaire financé par la Caisse des dépôts (75 %) et Vinci Immobilier (25 %).
EuropaCorp est actionnaire minoritaire (40 %) sur les studios, dits Studios de Paris, aux côtés de Quinta, Euro Media Group, et FrontLine. C’est Euro Media Group, expert européen dans la gestion des studios, qui a la responsabilité d’exploiter les Studios de Paris. En septembre 2023, EuropaCorp quitte la Cité du Cinéma pour se ré-installer dans Paris en raison de l'organisation des Jeux Olympiques 2024.

### Multiplexe nouvelle génération
Le 17 octobre 2013, le premier multiplexe nouvelle génération de la société a ouvert ses portes, situé dans le centre commercial d'Aéroville (à Tremblay-en-France et Roissy-en-France), il accueille 12 salles de cinéma pour 2 500 places au total : deux salles lounge de projection avec bar privatif, une salle live dédiée à la retransmission de spectacles vivants avec une piste de danse, deux salles au son immersif, une salle de spectacles gratuits avec des écrans à 360 degrés, un Europastore (boutique de produits liés à l'univers du cinéma), un système de réservation de fauteuils numérotés, un service à la place.
Fin 2016, EuropaCorp vend ses salles de cinéma.

## Filmographie

### Sous le nom de Leeloo Productions
EuropaCorp est la continuité de la société créée en 1992 par Luc Besson, sous la dénomination de Leeloo Productions,. Elle a véritablement lancé son activité de production et de coproduction de films de long métrage en 1998.
- 1998 : Taxi de Gérard Pirès
- 1999 : Jeanne d'Arc de Luc Besson
- 2000 : Taxi 2 de Gérard Krawczyk
- 2000 : The Dancer de Fred Garson
- 2000 : Exit d'Olivier Megaton
- 2001 : Yamakasi d'Ariel Zeitoun et Julien Seri
- 2001 : 15 août de Patrick Alessandrin

### Sous le nom d'EuropaCorp
Cette liste comprend les films qui ont été produits ou qui vont être produits par EuropaCorp (coproductions comprises), classés par année de début d'exploitation.

#### Années 2000
- 2001 : Le Baiser mortel du dragon (Kiss of the Dragon) de Chris Nahon
- 2001 : Wasabi de Gérard Krawczyk
- 2002 : Blanche de Bernie Bonvoisin
- 2002 : Peau d'ange de Vincent Pérez
- 2002 : Le Transporteur (Transporter) de Louis Leterrier
- 2002 : La Turbulence des fluides de Manon Briand
- 2003 : Rire et Châtiment d'Isabelle Doval
- 2003 : Taxi 3 de Gérard Krawczyk
- 2003 : Moi César, 10 ans ½, 1m39 de Richard Berry
- 2003 : Tristan de Philippe Harel
- 2003 : Fanfan la Tulipe de Gérard Krawczyk
- 2003 : Les Côtelettes de Bertrand Blier
- 2003 : Haute tension d'Alexandre Aja
- 2003 : La Felicita, le bonheur ne coûte rien (La felicità non costa niente) de Mimmo Calopresti
- 2003 : Michel Vaillant de Louis-Pascal Couvelaire
- 2003 : Zéro un de Jeanne Biras (8 réalisateurs)
- 2004 : Les Rivières pourpres 2 d'Olivier Dahan
- 2004 : Mensonges et trahisons et plus si affinités de Laurent Tirard
- 2004 : Banlieue 13 de Pierre Morel
- 2004 : À ton image d'Aruna Villiers
- 2005 : Danny the Dog de Louis Leterrier
- 2005 : Ze Film de Guy Jacques
- 2005 : New York Taxi de Tim Story
- 2005 : Le Souffleur de Guillaume Pixie
- 2005 : Les Yeux clairs de Jérôme Bonnell
- 2005 : Imposture de Patrick Bouchitey
- 2005 : Au suivant ! de Jeanne Biras
- 2005 : Le Transporteur 2 (The Transporter 2) de Louis Leterrier
- 2005 : Revolver de Guy Ritchie
- 2005 : La Boîte noire de Richard Berry
- 2005 : Trois Enterrements (Three Burials, Los Tres Entierros de Melchiades Estrada) de Tommy Lee Jones
- 2005 : Angel-A de Luc Besson
- 2006 : Appelez-moi Kubrick (Colour Me Kubrick a True…ish Story) de Brian W. Cook
- 2006 : Bandidas de Joachim Rønning et Espen Sandberg
- 2006 : Les Filles du botaniste de Dai Sijie
- 2006 : Dikkenek d'Olivier Van Hoofstadt
- 2006 : Quand j'étais chanteur de Xavier Giannoli
- 2006 : Ne le dis à personne de Guillaume Canet
- 2006 : Arthur et les Minimoys de Luc Besson
- 2006 : Cheeky de David Thewlis
- 2007 : Taxi 4 de Gérard Krawczyk
- 2007 : Michou d'Auber de Thomas Gilou
- 2007 : Love (et ses petits désastres) d’Alek Keshishian
- 2007 : L'Invité de Laurent Bouhnik
- 2007 : Si j’étais toi de Vincent Pérez
- 2007 : Le Dernier gang d'Ariel Zeitoun
- 2007 : Hitman de Xavier Gens
- 2008 : Frontière(s) de Xavier Gens
- 2008 : Un château en Espagne d'Isabelle Doval
- 2008 : Taken de Pierre Morel
- 2008 : Les Hauts Murs de Christian Faure
- 2008 : Go Fast de Olivier Van Hoofstadt
- 2008]: Le Transporteur 3 de Olivier Megaton
- 2009 : Banlieue 13 - Ultimatum de Patrick Alessandrin
- 2009 : Villa Amalia de Benoît Jacquot
- 2009 : Le Missionnaire de Roger Delattre
- 2009 : Home de Yann Arthus-Bertrand
- 2009 : Little New York de James DeMonaco
- 2009 : Human Zoo de Rie Rasmussen
- 2009 : Rose et Noir de Gérard Jugnot
- 2009 : Le Concert de Radu Mihaileanu
- 2009 : À l'origine de Xavier Giannoli
- 2009 : Arthur et la Vengeance de Maltazard de Luc Besson

#### Années 2010
- 2010 : Le Siffleur de Philippe Lefebvre
- 2010 : I Love You Phillip Morris de Glenn Ficarra et John Requa
- 2010 : From Paris with Love de Pierre Morel
- 2010 : Coursier d'Hervé Renoh
- 2010 : L'Immortel de Richard Berry
- 2010 : Les Aventures extraordinaires d'Adèle Blanc-Sec de Luc Besson
- 2010 : Les Petits Mouchoirs de Guillaume Canet
- 2010 : L'Homme qui voulait vivre sa vie d'Éric Lartigau
- 2010 : Arthur et la Guerre des deux mondes de Luc Besson
- 2010 : Un balcon sur la mer de Nicole Garcia
- 2011 : Halal police d'État de Rachid Dhibou
- 2011 : Colombiana de Olivier Megaton
- 2011 : La Planque d'Akim Isker
- 2011 : La Source des femmes de Radu Mihaileanu
- 2011 : Un baiser papillon de Karine Silla
- 2011 : Un monstre à Paris de Bibo Bergeron
- 2011 : The Lady de Luc Besson
- 2011 : Au bistro du coin de Charles Nemes
- 2012 : L'amour dure trois ans de Frédéric Beigbeder
- 2012 : À l'aveugle de Xavier Palud
- 2012 : Lock Out de James Mather et Stephen St. Leger
- 2012 : Taken 2 d'Olivier Megaton
- 2012 : L'Homme qui rit de Jean-Pierre Améris
- 2013 : Angélique d'Ariel Zeitoun
- 2013 : Un prince (presque) charmant de Philippe Lellouche
- 2013 : 20 ans d'écart de David Moreau
- 2013 : Malavita de Luc Besson
- 2013 : La Marche de Nabil Ben Yadir
- 2013 : Möbius d'Éric Rochant
- 2013 : Intersections de David Marconi
- 2013 : Les Petits Princes de Vianney Lebasque
- 2013 : Les Invincibles de Frédéric Berthe
- 2014 : Jamais le premier soir de Mélissa Drigeard
- 2014 : 3 Days to Kill de McG
- 2014 : Jack et la mécanique du cœur de Mathias Malzieu et Stéphane Berla
- 2014 : Brick Mansions de Camille Delamarre
- 2014 : The Homesman de Tommy Lee Jones
- 2014 : Fastlife de Thomas N'Gijol
- 2014 : Lucy de Luc Besson
- 2014 : Saint Laurent de Bertrand Bonello
- 2015 : Taken 3 d'Olivier Megaton
- 2015 : Bis de Dominique Farrugia
- 2015 : Le Transporteur : Héritage de Camille Delamarre
- 2016 : Oppression de Farren Blackburn
- 2016 : Ma vie de chat de Barry Sonnenfeld
- 2017 : Valérian et la Cité des mille planètes de Luc Besson
- 2017 : Renegades de Steven Quale
- 2018 : Taxi 5 de Franck Gastambide
- 2018 : Je vais mieux de Jean-Pierre Améris
- 2018 : Kursk de Thomas Vinterberg
- 2019 : Anna de Luc Besson

#### Années 2020
- 2020 : Une sirène à Paris de Mathias Malzieu
- 2022 : Arthur, malédiction de Barthélemy Grossmann
- 2023 : DogMan de Luc Besson
- 2024 : Week-end à Taipei (Weekend in Taipei) de George Huang
- 2025 : Dracula de Luc Besson

## Logos d'entreprise
Le logo animé apparaît dès 2001 dans le premier film produit par EuropaCorp, Le Baiser mortel du dragon. Il montre un océan en pleine nuit où viennent apparaître, au-dessus de l'eau, des dauphins, laissant ensuite place à un ovale bleu turquoise sortant de l'eau qui ressemble à un cocon voire à une chrysalide, et qui soudain disparait pour se transformer en fée[source insuffisante]. Le logo graphique est cette dernière image arrêtée de la fée avec ses deux grandes ailes déployées au-dessus du nom de la marque. Ces deux logos reliés par la même image représentent l'identité visuelle de l'entreprise depuis 2001.

## Box-office international
Légende :
- : indique les films en cours de diffusion.